# 首都圏いきいきワイド
首都圏いきいきワイド（しゅとけんいきいきわいど）は、1998年4月2日から2003年3月7日までNHK総合テレビジョンで放送されていた地域情報番組。放送時間は平日17:05 - 18:00（JST）。

## 概要
首都圏放送センター制作で、関東地方1都6県を放送エリアに持つ。NHKスタジオパーク450スタジオからの公開生放送。1999年度は甲信越地方でも全編放送され、2000年度も17:05～17:30のみ放送されていた。そのほかNHKワールドTVでも開始から終了まで全編放送されていた。
それまで子供向け番組で構成していた夕方の5時台。子供向け番組が教育テレビに移行したのに伴い、海外ドラマの再放送をしていたが、地域放送の拡充を目指して5時台を地域放送に充てることに。その第1弾として始まったのがこの番組である。
2003年3月7日に終了、「首都圏ネットワーク」に引き継がれる。

## 主な進行
- いきいき中継　毎日、冒頭に放送のコーナー（初期は後半にも放送）
- 街探検　月曜日～木曜日の放送で、1週間に2つの街を取り上げる。
- 週末行楽情報　街探検枠に放送。金曜日のみ。
- 日替わり企画　5時台後半、17:50ころまで。シリーズ企画が目立つ。
- お手軽メニュー　撮って出しの料理コーナー
- 気象情報　中村次郎による解説の気象情報と、料理コーナーで構成。

## 歴代キャスター
| 年度      | 年度      | 男性     | 女性       |
| --------- | --------- | -------- | ---------- |
| 1998.4.2  | 2000.3.24 | 内多勝康 | 桜井洋子   |
| 2000.3.27 | 2001.3.30 | 内多勝康 | 高橋美鈴   |
| 2001.4.2  | 2002.3.29 | 真下貴   | 高橋美鈴   |
| 2002.4.1  | 2003.3.7  | 真下貴   | 與芝由三栄 |

## BS列島情報いきいき首都圏
大相撲期間中は大相撲中継のために総合テレビで放送されない。代替番組として、1998年5月11日からは期間中はBS1で「BS列島情報いきいき首都圏」（17:00～17:28）として放送。それまでに放送された街探検コーナーの総集編、1日に1つの街を取り上げる。
また、臨時ニュースで放送休止になる場合もBS1で「BS列島情報」で放送。その日に放送予定の中継と街探検を放送。
2003年4月から、大相撲期間中は16:20～16:50に変更して「いきいき首都圏」を放送し、2004年11月15日からは「首都圏ナウ」にタイトル変更したが、2005年3月24日をもって大相撲期間中のBS1での首都圏の情報番組は終了した。